# レビュー爆撃
レビュー爆撃（レビューばくげき、英語: Review bomb）は、多数の人々、あるいは複数のアカウントを使用した少数の人々が、インターネット上に否定的なレビューを残す現象。

## 概要
出版物、企業、製品やサービスが対象となり、その売り上げや人気を損なうことを目的とする。レビュー爆撃は製品の質の低さを批判した結果であることもあるが、その製品やベンダー、関連する企業を取り巻く政治的・文化的問題と関連していることもある。レビュー爆撃は、特にベンダーが公開されたコミュニケーション手段を持っていなかったり、直接のフィードバックに応じないように思われる場合に、問題に関してより広く大勢の注意を引くために行われることが多い。あるいは、集団的強制の手段であったり、単純に荒らしということもある。レビュー爆撃は組織票やキャンセル・カルチャーと類似した行為で、複数の特徴が共通している。
この用語は主にSteam、Metacritic、IMDb、Rotten Tomatoesなどのレビュー収集サイトやアプリケーションストアについてよく用いられる。レビュー爆撃を正当化する弁明としては、既存のフランチャイズに対する評判が悪い変更や、製品に関する論争、あるいは開発者やパブリッシャーの振る舞いなどが挙げられる。こういった行為に対し、レビュー爆撃を検知・防止する手段を図っているレビュー収集システムもある。

## 起源
「レビュー爆撃」という単語の起源のひとつとして、2008年にベン・クチェラ（Ben Kuchera）がArs Technicaに投稿した、『Spore』のつまらないゲーム内容や欠陥のあるデジタル著作権管理システムについて、ユーザーがAmazonに否定的なレビューを投稿したことについて、その効果を解説した記事が挙げられる。クチェラは「Amazonへのレビュー爆撃は問題を伝えるということに関しては厄介な手段で、この種の運動を知らないカジュアルゲーマーは、わざわざレビューの内容を読まずにそのゲームがあまり良くないと思い込んでしまうだろう」と説明している。

## 特筆すべき例

### ビデオゲーム
ゲームストアにおけるオンラインのユーザーレビューの影響力は年々強まり、レビューの内容が監視されるということもほとんどなかったことからレビュー爆撃は年々普及していった。特に、最有力パソコンゲーム販売サイトであるSteamにおいて、ユーザーレビューはインディーゲームの唯一の宣伝手段であることが多い。Steam Spyによれば、一般的にレビュー爆撃はゲームの売り上げにはほとんど影響を与えず、実際にはレビュー爆撃の結果もたらされるパブリシティの波がストライサンド効果を引き起こすことで、かえってゲームの売り上げを上げることがある。一方、レビュー爆撃によって評判が落ちることもあり、批判されたパブリッシャーや開発者、あるいはゲームシリーズにより長期的な影響が及ぶこともある。レビュー爆撃の結果がどうなるかはその解決方法にかかっており、『Titan Souls』のように否定的なレビューを削除することで、レビュー爆撃の効果を悪化させてしまうこともある。

#### 2008年 – 2015年
『Spore』は、パブリッシャーであるElectronic Artsが、購入者が3回以上ゲームをインストールすることを制限するデジタル著作権管理システムを導入したため、レビュー爆撃を受けた。このシステムは海賊版を防ぐために導入されたが、結果として購入者に「壊れたゲームをレンタルしている」という感情を覚えさせ、協調的な反発を招いた。
Metacriticは、2011年にユーザーレビューの監視が不十分だという批判を受けた結果、『Bastion』や『Toy Soldiers: Cold War』などの人気ゲームが激しいレビュー爆撃を受け、ユーザー評価が「低評価」まで降下した。2012年には『マスエフェクト3』が同様のレビュー爆撃を受けている。
『Titan Souls』は2015年、YouTuberのTotalBiscuitが「このゲームは（自分には）全く合わない」と発言したことを、制作者のアンドリュー・グリーソン（Andrew Gleeson）が嘲ったことによって、彼のファンによってレビュー爆撃を受けた。TotalBiscuitがポッドキャストで「ヤツを懲らしめてやろうぜ」と発言したことで、複数のファンがレビュー爆撃を行ったが、後にTotalBiscuitはレビュー爆撃を支持しないと表明した。
『The Elder Scrolls V: Skyrim』は2015年、有料MODを導入したことでレビュー爆撃を受けたため、Valveは決定を覆して有料MOD機能を削除した。同業他社であるベセスダ・ソフトワークスが販売した『Fallout 4』も、2017年9月にベセスダズ・クリエーション・クラブの実装後にレビュー爆撃を受けたことで、課金MODが引き起こす批判の可能性が再度露わになった。

#### 2017年
『ニーア オートマタ』は2017年4月、中国語対応を希望する中国人プレイヤーによってレビュー爆撃を受け、PC Gamerはこれを「強力な新しい抗議手段だ」と表現した。
『グランド・セフト・オートV』は2017年7月から8月にかけて、パブリッシャーのテイクツー・インタラクティブがオフライン・オンライン両方のモードにおいてMOD使用を禁止するために、広く使われている改造ツール「OpenIV」の停止命令を出したため、レビュー爆撃を受けた。このレビュー爆撃によって、Steamレビューの総合評価が「好評」から「賛否両論」に低下した。
『クルセイダーキングスII』は同月、パラドックスインタラクティブが諸地域において値上げを行ったことでレビュー爆撃を受けている。
2017年、Valveは規約を変更し、無料ゲームについてはゲームのレビュースコアを集計しないことにした。『ディフェンダークエスト』の制作者であるラース・ドゥーセ（Lars Doucet）は、このポリシー変更は低価格のゲームがレビュー爆撃されることを防いだと述べている。 『Dota 2』は2017年8月に、『ハーフライフ』シリーズの脚本を務めたValveの元ライターであるマーク・レイドローが個人ブログに「二次創作」を投稿し、複数のジャーナリストによって2007年に発売予定だった『ハーフライフ2 エピソード3』のプロットではないかと推測されたが、結果的にベーパーウェアとなったためレビュー爆撃を受けた。プレイヤーはエピソードがリリースされなかったことに憤慨し、Valveが『Dota 2』を支持したことで『ハーフライフ』シリーズの制作が取りやめになったと考え、レビュー爆撃を行った。同月、Steamユーザーは『ソニックマニア』に対して、発売日にストアページで公表されていなかったDenuvoによるデジタル著作権管理システムの使用に抗議してレビュー爆撃を行った。セガは「オフラインプレイのバグは修正した」と反論し、後日Denuvoの警告がゲームのストアページに追加された。
『Firewatch』は2017年9月、デベロッパのCampo Santoが、ピューディパイがゲームと無関係な生配信において人種差別発言を行った際、彼の動画に対してDMCAを申請したために、Steamにおいてレビュー爆撃を受けた。Campo Santoは、PewDiePieのような思想の持ち主にゲームが支持されることは望んでいないと述べ、申し立てを正当化した。多数のユーザーが「Campo Santoはソーシャル・ジャスティス・ウォリアーだ」「Campo Santoは検閲を支持している」と主張し、『Firewatch』に否定的なレビューを投稿した。Cmpo Santoの従業員であるシーン・ヴァナマンは後に、DMCAを申請したことについて「後悔している」と述べた。
『PUBG』は、2017年10月にVPNサービスの広告をゲーム内に表示したことで、主に中国人プレイヤーからレビュー爆撃を受けた。中国のネット検閲は厳しいため、VPNサーバーを利用して中国政府の規制を回避し、他地域のサーバーでゲームをプレイするプレイヤーが存在した。中国のプレイヤーはデベロッパのBlueholeに対し、VPNへの支払いを助長するのではなく、中国のローカルサーバーを導入すべきだと考えていたので、このようなVPN製品の宣伝は不評を買った。また、有料である本ゲームに、他地域では表示されていなかった広告サポートが含まれていたことも、レビュー爆撃につながったと考えられる。『Kerbal Space Program』は中国人プレイヤーによって、似たようなレビュー爆撃を受けた。デベロッパのSquadは、ゲームアセットにある中国語のセリフのテキストを毛沢東の引用文にヒントを得て変更した。中国語の解釈の違いによってこのセリフは一部のプレイヤーから性差別的だと受け取られた。セリフは修正され、修正後はそのような混乱を生むことはなかったが、毛沢東がそのセリフを発した際の本来の意味からは歪められたままであり、プレイヤーは否定的なレビューを投稿することで不満を訴えた。
『スター・ウォーズ バトルフロントII』は2017年11月、ゲームのアイテム課金やルートボックスのデザインについて批判を受け、Metacriticにおいてレビュー爆撃を受けた。 リリース前のベータ版では、新しいコンテンツやキャラクターの解放が課金を行ったプレイヤーに著しく有利であったために、Pay to winだと考えられていた。反発を受けて、Electronic Artsはゲームの進行システムや経済システムをより公平になるよう変更し、発売前日にはアイテム課金を廃止し、後日再導入すると発表した。2018年3月、EA Digital Illusions CEはシステムのオーバーホールを発表し、すべてのコンテンツはゲームプレイに影響しないフレーバー要素となり、ゲーム内通貨を通じてのみ購入できるようにするとした。この変更は2018年3月から4月にかけて実装された。

#### 2018年
2013年にCreative Assemblyがリリースした『Total War: Rome II』は、2018年に女性将軍が出現するパッチが追加された。とあるプレイヤーの軍隊がすべて女性武将に率いられているスクリーンショットが公開されると、Steamのユーザーは歴史的に正確ではないと苦情を寄せた。コミュニティの女性コンテンツマネージャーは、Creative Assemblyのスタンスとして、ゲームは「歴史的に正しいことを意図しており、歴史的に正確であるというわけではない」と述べたが、一部のユーザーはこれをコンテンツマネージャー個人の意図の押し付けであるとして、Steamにレビュー爆撃を行った。プレイヤーが作成した、女性将軍が出現するかどうかを変更できるMODが人気となった。
2018年12月にSteamの競合相手となるEpic Games Storeがオープンすると、EpicはもともとSteamで販売されていたシリーズの新作を期間限定で独占販売するようになり、この独占行為に憤慨したプレイヤーによってレビュー爆撃が続出した。『メトロ』シリーズの第3作『メトロ エクソダス』や、『Borderlands』シリーズの『Borderlands 3』などがこの種のレビュー爆撃を受けた。Epic Gamesはレビューを故意に削除したため、レビュー爆撃を行っていたユーザーはSteamで販売されていた関連作品（『Borderlands 2』など）にレビュー爆撃を行うようになった。

#### 2019年
台湾のゲームスタジオ・赤燭遊戲が開発した『還願』は、ゲーム内に中国共産党の総書記・習近平がくまのプーさんを規制するインターネット・ミームを描いたポスターがあることを発見され、中国人プレイヤーにレビュー爆撃を受けた。赤燭遊戲は、このポスターがリリース版に含まれることは意図していなかったと述べ、即時パッチでポスターを削除したが、それでもなおレビュー爆撃は止まず、赤燭遊戲はパブリッシャー契約を打ち切り、ゲーム販売から撤退せざるを得なくなった。
任天堂が開発した『ファイアーエムブレム 風花雪月』および『ASTRAL CHAIN』は販売機種をNintendo Switchに限定したことで、おそらく高評価を受けている本作のタイトルが任天堂のものであると知らなかった他機種のユーザーによって、それぞれ7月と8月の販売直後にMetecriticでレビュー爆撃を受けた これらのレビューは9月上旬にはMetacriticによって削除され、ゲームのユーザー評価は本来のそれぞれ「概ね好意的（8.7）」と「普遍的な賞賛（9.0）」に戻された。
『Gears 5』は、デベロッパのThe Coalitionが中国での販売を中止したことで、主に中国のプレイヤーからSteamでレビュー爆撃を受けた。ゲームが販売中止された理由は公式には明かされていないが、LGBT+プライドの旗をプレイヤーがデカールとして使用できることを理由に、中国政府によって販売中止になった可能性がある。
『コール オブ デューティ モダン・ウォーフェア』は2019年10月、ロシア軍のゲーム内での描写に憤慨したユーザーによってMetacriticでレビュー爆撃を受けた。特に、ロシア軍に攻撃された地域を「死のハイウェイ」と名付けた作戦の描写が、湾岸戦争においてアメリカ軍が主導した攻撃によって壊滅的な被害を受けた、史実における「死のハイウェイ」と明らかに類似していることから怒りを買った。
『デスストランディング』はリリース時の2019年11月にMetacritic、半月で15,000人のユーザーによってレビュー爆撃を受けた。その結果、総合ユーザースコアが10点中5.5点まで減少した。複数の文献によれば、ゲームは高評価と低評価の両方のレビュー爆撃を受けたが、後者の方が多いことが判明した。大きく期待されていながらも批評家から「賛否両論」の評価を受けたゲームへの失望や、ゲームが1年後の2020年にパソコンに移植されることに対してPlayStationユーザーが憤慨したことが、レビュー爆撃の原因になったと推測されている。2019年12月上旬、Metacriticは6000以上の否定的なユーザーレビューを削除し、ユーザースコアは10点中7.4点まで回復した。
『ポケットモンスター ソード・シールド』は2019年11月、前作に登場したポケモンが登場しないことに対するファンの不満や、ゲームフリークがゲーム開発の複数の面について明白に嘘をついたことによって発生したゲームのクオリティへの不安から、Metacriticでレビュー爆撃を受けた。レビュー爆撃によってユーザースコアは、『ソード』は4.6点、『シールド』は4.4点に減少した。

#### 2020年
『Warcraft III: Reforged』（2002年に発売された『Warcraft III: Reign of Chaos』のリマスター版）は、リリースされた2020年1月にMetacriticにおいて、数日間で14.000レビュー爆撃を受け10点中0.5点までユーザー評価が減少し、サイトにおいて最もユーザースコアが低いゲームとなった。ゲーム自体は批評家から賛否両論で、2020年3月時点で100点中60点のスコアを獲得した。レビューはリマスターの品質が低いことや、Blizzardが実装するとしていたカットシーンの改良などがなかったため、中途半端な製品であるということに触れていた。ところが、レビュー爆撃はゲームの品質だけでなく、さらなる他の問題について集中していた。ゲームがReforgedのクライアントを使用する都合上、ゲームは『ウォークラフトIII レイン・オブ・カオス』の強制パッチとして実装され、リマスター版を購入していないプレイヤーですらオリジナルの『ウォークラフトIII』をプレイできなくなった。それに加えて、プレイヤーはユーザーがリマスター版で制作した作品の著作権をすべてBlizzardのものとする利用規約についても批判した。
『あつまれ どうぶつの森』はリリース時の2020年3月にMetacriticでレビュー爆撃を受け、ユーザースコアが最低で5.0まで減少した。ユーザーはゲーム内の店の成長やマルチプレイの進行に制限があることに不満を表した。
『Doom Eternal』のパソコン版は、パッケージング方法やパッケージング資料での報告からするに、おそらく見落としによってデジタル著作権管理パッケージがない状態で出荷された。2020年5月、二次的にDenuvoのアンチチートプログラムがパッチで追加された。追加されたアンチチートはコンピュータシステムにRing-0（カーネルモード）でのアクセスを要求するため、セキュリティの脆弱性があるとしてレビュー爆撃を受けた。
『The Last of Us Part II』はリリース時の2020年6月にMetacriticで約3万件のレビュー爆撃を受け、批評家から「普遍的な賞賛」の評価を受けていたにもかかわらずユーザー評価が3.5まで減少した。複数の文献では、2020年4月に発生したプロットのリークに憤慨した前作ファンの反感を買ったことが原因だとしている。批判的なレビューはストーリーとキャラクターに向けられ、ソーシャル・ジャスティス・ウォリアーの内容を含んでいることや退屈なゲームプレイに言及した。一部のキャストや開発チームに対しネットいじめや殺害予告が行われた。
『モンスターハンター：ワールド』（2018年にリリース）は、2020年に公開された映画『モンスターハンター』が中国で一旦は公開されたが、映画内に人種差別的な童謡『Chinese, Japanese, dirty knees』を連想されるセリフがあったことから即時公開停止となったことでレビュー爆撃を受けた。デベロッパのカプコンは制作に参加はしていたものの、制作自体は別の企業によって行われたため、セリフについては知らなかったと主張している。
『Madden NFL 21』は、ゲームにごくわずかなアップデートしか行わないEAスポーツを批判するプレイヤーによってレビュー爆撃を受けた。『Madden 21』はMetacriticで最低のユーザー評価を受けている。

#### 2021年
『Superhot VR』（2019年にリリース）は、デベロッパのSuperhot Teamがゲーム内の自傷行為（自身の頭を銃で撃ったり、高い建物の上から飛び降りるなど）を描写するシーンをスキップできる機能を用意していた。2021年7月、デベロッパは「私達が生きているセンシティブな時代について考えると、私達は今よりもっといいやり方があると判断しました。あなたには他にもっといいものがあるはずです」と述べ、自傷シーンを（このゲームに）「居場所がない」としてゲーム内から完全に削除するパッチをリリースした。パッチのリリース直後、ユーザーは「Superhot Teamはスノーフレークに屈した」としてSteamでレビュー爆撃を受けた。
『ライフ イズ ストレンジ トゥルー カラーズ』は、ゲーム内で登場するチベットの店に掲げられたチベットの国旗がチベット問題に結びつき、中国人プレイヤーからレビュー爆撃を受けた。
DRMフリーのゲーム（オフラインでプレイできるゲーム）を多く取り扱うGOG.comで『Hitman - Game of the Year Edition』が発売されたが、シングルプレイでの様々なアクティビティにオンライン接続を必要とするため、GOG.comでレビュー爆撃を受けた。
『原神』は、1周年記念の無料プレミアムコンテンツの内容に不満を持つプレイヤーによってGoogle Playでレビュー爆撃を受けた。『原神』についての否定的なレビューは、他の無関係な携帯ゲームにまで投稿された。
『グランド・セフト・オート:トリロジー:決定版』（グランド・セフト・オートシリーズの3作品をまとめてリマスターしたもの）は、多くのグラフィック・技術的問題に腹を立てたプレイヤーによってMetacriticでレビュー爆撃を受けた。加えて、パソコン版が2021年11月11日のリリース翌日に販売中止となり、ロックスター・ゲームスのゲームランチャーから削除されプレイできなくなったため、一部のプレイヤーは返金を要求した。ロックスターは「ゲームに意図せず含まれたファイルを削除する」ために販売を中止したと述べ、2021年11月14日にゲームをリストアし、「ご迷惑をおかけして申し訳ありませんでした。今後は全体的なパフォーマンスの向上に取り組んでまいりますのでご期待ください」と謝罪した。
『ブルーアーカイブ -Blue Archive-』は、プログラムディレクターのキム・ヨンハがインタビューで「グローバル版がリリースされてもゲーム内のイラストは一切変更を行わない」と約束していたにもかかわらず、裸のキャラクターを描いたシーンが削除されたため、Google Playでレビュー爆撃を受けた。後にキムは『ブルーアーカイブ』のTwitterアカウントで、検閲は「外部の要請」によって行われ、「地域ごとにそれぞれの違うサービス環境があるので、避けることができない修正の要求は起き得る」と謝罪した。

#### 2022年
『Tabletop Simulator』は、ゲーム内のグローバルチャットにおいて、同性愛者に対する侮辱を防止する自動検閲機能がLGBTに関する好意的な発言にも機能して、LGBTを認めるプレイヤーをブロックしていたことが判明し、2022年1月にレビュー爆撃を受けた。デベロッパのBerserkはグローバルチャットを無効化し、検閲システムを調査してからチャットを再実装すると述べた。

### 映画・テレビ・動画
映画は、一般的に映画そのものではなく、キャストやスタッフに関連する社会的問題が原因でレビュー爆撃の対象になる。この種のレビュー爆撃はRotten Tomatoesのようなレビューサイトの評価だけでなく、YouTube上の予告編などにも及ぶ。
2014年のインド映画『Gunday』はオープニングのナレーションで、バングラデシュの建国について歴史的に不正確な説明をしたため、バングラデシュ人によってIMDbでレビュー爆撃を受けた。リリース時、44,000件のレビューのうち91%が1つ星をつけ、サイト中最低の1.4点（10点中）の評価となった。
2016年の映画『ゴーストバスターズ』は、前作はメインのメンバーが全員男性だったが、今作ではすべて女性キャストを起用すると発表したためにユーザーの反発を受けた。2019年のマーベル・スタジオ制作の映画『キャプテン・マーベル』も同様に、公開時に徹底的なレビュー爆撃を受けた（公開後数時間でほとんどが否定的である5万件超のレビューが投稿された）。反感はアクティビストと見なされていた主演女優・ブリー・ラーソンに向けられた。
2016年に公開されたアルメニア人虐殺を描く歴史映画『THE PROMISE/君への誓い』は、公開前にIMDbでレビュー爆撃を受けた。コメンテーターは、レビュー爆撃はおそらく映画を見ていないであろう人によって行われ、1つ星レビューはアルメニア人虐殺を認めない人々が、公開当初は高い評価を受けていた映画の評価を下げるために行った組織票の一部であると分析した。
『スター・ウォーズ』続三部作の第2作にあたる『スター・ウォーズ/最後のジェダイ』は、CinemaScoreなどの感想調査サイトで高いA評価を受けていたにもかかわらず、Rotten Tomatoesには大量の否定的レビューが寄せられた。複数のファンがレビュー評価の信頼性に対して疑いを向けた。Polygonでは、どれだけが信頼に値するレビューで、どれだけがインターネットボットや組織的な攻撃を見分けることがいかに難しいかを解説し、右翼的なグループによる組織的な攻撃方法の詳細について説明した。
複数のテレビ番組もレビュー爆撃の標的となった。『BATWOMAN/バットウーマン』は、タイトル・ロールをレズビアンとして描いたことからレビュー爆撃を受けた。HBOの『ウォッチメン』（同名のグラフィックノベルのドラマ化作品）は、登場人物のロールシャッハについて、原作およびシリーズ全体にわたって描かれているように、右翼的人物ではなくヒーローとして描かれるべきだと考えていた原作ファンによってレビュー爆撃を受けた。
YouTubeの評価システムもレビュー爆撃の手段として用いられる。クリエイターや動画の内容に対する不満が、最も評価が低いYouTubeの動画を目指してみんなで動画を低評価しようという動きに結びつくという。2018年12月、2018年のYouTube Rewindが、ジャスティン・ビーバーの『ベイビー』のミュージックビデオを抜いて最も低評価が多い動画となった。様々なトップYouTuberを除外したことや、動画作家をめぐる論争に関連した要素、あるいはYouTubeそのものの批判などから酷評された。
ミュージシャンのシーアが監督を務めた2021年公開の映画『ライフ・ウィズ・ミュージック』は、自閉症を患う少女の役に発達障害でない女優・マディー・ジーグラーをキャスティングしたことや、危険な拘束を伴うシーンがあったことからレビュー爆撃を受けた。

### アプリ
2020年4月8日、「Google Classroom」は、新型コロナウイルス感染症によるパンデミック中に授業を受けたくない生徒によって、App StoreやGoogle Playでレビュー爆撃を受けた。このレビュー爆撃は、「低評価のレビューが多ければ、アプリは削除されるだろう」という主張の下行われた。
2020年5月、「TikTok」はインドのGoogle Playにおいて、TikTokユーザーを批判したYouTuberのファンによってレビュー爆撃を受け、5月16日から21日の間にアプリの評価が4.5から1.2まで低下した。多数の右翼活動家もレビュー爆撃に参加した。多くの1つ星レビューが投稿され、それらの多くは後に偽アカウントによるものだと判明した。数日後、Google Playは500万件の1つ星レビューを「スパムの乱用」として削除した。
2020年7月9日、ドナルド・トランプがTikTokを禁止すると脅したことで、トランプ大統領のアプリがApp Storeでレビュー爆撃された。
2021年1月28日、アメリカの投資・トレーディングアプリ「ロビンフッド」は、特定の株式の購入を制限したことでGoogle Playでレビュー爆撃を受けた。10万件を超える否定的なレビューが投稿され、アプリの評価は4つ星から1つ星まで低下した。この取引制限はRedditにおけるサブレディット「r/wallstreetbets」において、一部のユーザーがGameStopのショートスクイズを引き起こした後に行われた。
2021年2月9日、ZXingのアプリ「Barcode Scanner」は、直近のアップデートでマルウェアを追加した別の派生バーコードスキャンアプリと取り違えられ、Google Playでレビュー爆撃を受けた。レビュー爆撃はマルウェアを含んだアプリがGoogleによってストアから取り除かれた後に発生した。「Barcode Scanner」は2019年3月からアップデートされていなかった。

### 企業
企業や施設などのユーザーレビューを収集するトリップアドバイザーやイェルプなどのウェブサイトは、事業主に関連する争議との関係上、レビュー爆撃の対象となる。特筆すべき例のひとつとして、2016年マンハッタン爆発の容疑者の家族が所有していたエリザベスのフライドチキンレストランがある。投稿されたレビューの多くは、フライドチキンが「最高（the bomb）」というジョークだった。イェルプは介入を行い、実際の経験に基づいていないレビューを削除した。
COVID-19パンデミックの間、複数のレストランは入店客にCOVID-19ワクチンの接種を義務付けたため、反ワクチンコミュニティからレビュー爆撃を受けた。

## 影響
場合によっては、ストアやレビュー収集サイトはレビュー爆撃を止めるために批判的なレビューを削除する介入を行うことがある。2019年2月、Rotten Tomatoesは映画が公式に公開されるまでユーザーレビューを受け付けないことにすると発表した。
ValveはSteamユーザーのレビュースコアにヒストグラムを追加し、評価が時間によってどのように変化したかを表示できるようにした。Valveのアルデン・クロール（Alden Kroll）によれば、ゲームを買おうとしている人が否定的なレビューに対して、短い期間で行われたレビュー爆撃なのか、長い間低評価を受けているのかを判断できるようになる。クロールはユーザーのレビュー爆撃に沈黙するのではなく、レビュー爆撃のような現象を強調して顧客を支援する必要があると認めていると述べた。2019年3月、Valveは「ゲームに関係ない」否定的なレビューの急増を検知する新システムを導入したと発表した。もし否定的なレビューの急増がレビュー爆撃だと判断されれば、その期間はフラグ付けされ、期間内に投稿されたすべてのレビューは（肯定的であろうと否定的であろうと）表示されるユーザー評価から除外されることとなる。このシステムは『Borderlands 3』におけるレビュー爆撃で初めて機能した。同様にValveは、2019年5月にPsynoixがEpic Gamesに買収されたという声明を受け、『ロケットリーグ』がEpic Storeで独占販売されることになるのではという噂によって発生したレビュー爆撃に対し介入を行った。ValveはSteamでのレビュー爆撃を止めるために44回の介入を要したと発表した。
2018年、Rotten Tomatoesはレーティング体験を向上させるために、白人男性がほとんどを占めていた認定済み批評家のリストを広げ多様化させることを試みた。2019年5月までにRotten Tomatoesは、上映前に行われるレビュー爆撃に対抗するため、映画の初演が行われるまで観客レビューを受け付けないことにした。さらに、Rotten Tomatoesはリーガル・シネマズ、シネマーク・シアターズ、AMCシアターズなどの認証済みチェーンやファンダンゴ・メディアを通じてチケットを購入し、映画を視聴したと確認できたユーザーからのみレビューを受け付けることにした。
2020年2月、TurtleBlazeが制作したゲームソフト『KUNAI』がMetacriticでレビュー爆撃を受け、ユーザー評価が1日で8.1から1.7まで減少した。後にこのレビュー爆撃は、ゲームの評価を低下させようと考えた1人のユーザーが、莫大な数のメールアドレスを使って作成したMetacriticsのアカウントにより行われたことが判明した。Metacriticにはレビュー爆撃を識別・制御するための規約がなかったため、ゲームは多大な被害を受けた。続いて2020年7月に『The Last of Us II』もレビュー爆撃を受け、Metacriticは新たにリリースされたゲームに対し、リリース後36時間が経過するまでは「もうしばらくはゲームを遊んでください」と表示しレビューを投稿できなくする遅延期間を設けた。この変更はゲームを遊び終わっていないユーザーがレビューを投稿することを防止し、レビュー爆撃を目的としたレビューの数を減らすことを意図している。

## 逆レビュー爆撃
稀ではあるが、ゲームや開発者・パブリッシャーの行為を賞賛するためにレビュー爆撃が行われることがある。そういった例のひとつに『アサシン クリード ユニティ』が挙げられる。2019年4月に起きたノートルダム大聖堂の火災の翌週、Ubisoftがゲーム内にノートルダム大聖堂の再現が含まれているとして、自社ストアのUPlayを通じてこの作品を一時的に無料化した。Steamユーザーはソフトの無料化や大聖堂を再現してくれたことに感謝を述べ、ソフトに対し多くの高評価レビューを残した。2014年にリリースされたこの作品は、ゲームのリリースに際しバグや技術的問題が複数あったため、この出来事以前は賛否両論の評価を得ていた。このレビュー爆撃に対してレビュー爆撃用のセーフガードが作動したが、レビュー爆撃が好意的な意図によって行われていたために、Valveはセーフガードを適用しない決定を下した。
逆レビュー爆撃は批評家の低評価レビューに反発したユーザーによって引き起こされることもある。『BALAN WONDERWORLD』は発売後すぐにMetacriticでの集計スコアが50%を下回り、否定的なユーザーレビューも多く集まるなど酷評を受けたが、数日後に多くのユーザーがコメントはそのままでありながら「完璧」に評価を変えたレビューを投稿し、ユーザートレンドのスコアが好意的な値に逆転したため、逆レビュー爆撃が起きたと疑われている。
レビュー爆撃の効果はそれを受けることでゲームの注目度が高まり、他のユーザーがレビュー爆撃に対抗しようと積極的に行動することで、かえって本来の目的とは違う結果をもたらすことがある。一例として、『AI: ソムニウム ファイル』は2020年2月にMetacriticでレビュー爆撃を受けた。このレビュー爆撃の犯人は1人であり、単独で作品の評価に影響を与えることでMetacriticの欠陥を示そうとしたと主張していたが、後にゲーム内のキャラクターの扱いに不満を持ったためにレビュー爆撃を行ったことが明らかになった。レビュー爆撃の原因が判明する前に、ゲームディレクターがSNSにファンで協力を呼びかけたところ、ファンは多くの高評価レビューを投稿した。レビュー爆撃がMetacriticによって発見されると、犯人が投稿した否定的なレビューはほとんどサイトから削除され、騒動によって追加された高評価レビューは残されたため、レビュー爆撃の失敗によってゲームがさらに注目を集めたことも相まって、『AI: ソムニウム ファイル』は一時的にサイトで最も評価が高いNintendo Switchタイトルとなった。『Fallout 76』は、当初リリース時に批評家とプレイヤーの両方から批判的な評価を受けていたが、デベロッパのベセスダ・ソフトワークスは翌年にかけてゲームの改善に注力した。ゲームが2020年4月にSteamにリリースされる頃には、多くの人々がゲームが『ファイナルファンタジーXIV: 新生エオルゼア』や『No Man's Sky』のように改良されたと考えていた。ところが、未だにリリース時の欠陥に不満を覚えていたプレイヤーはSteamにおいてレビュー爆撃を行うことを試みた。コミュニティはSteamやその他のコミュニティサイトにゲームの好意的な経験やレビューを投稿することでレビュー爆撃に対抗し、ゲームが最初のリリースからかなり改善されていることを示そうとした。